# Acampo
Acampo est une census-designated place du comté de San Joaquin, dans l'État de Californie, aux États-Unis,. En 2020, elle compte une population de 334 habitants.